# Liste des drapeaux de Suisse F
Pour les communes suisses commençant par F. Pour plus d'informations sur les conceptions, s'il vous plaît lire l'article d'une commune.

## Liste des drapeaux
| Blason | Nom du commune et blasonnement | Drapeau |
| ------ | --- | ------- |
|        | Faoug (Canton de Vaud) Parti d'argent au paon rouant au naturel sur un mont de sinople, et de gueules au hêtre arraché de sinople. |         |
|        | Féchy (Canton de Vaud) D’azur à deux colonnes d’argent soutenues chacune d’un mont du même, accompagnées en chef d’une grappe de raisin d’or feuillée de sinople. |         |
|        | Feldis/Veulden (Canton des Grisons) En argent (blanc) au-dessus du trimont rouge, un griffon bleu, armé de rouge |         |
|        | Fey (Canton de Vaud) D'argent au hêtre arraché de sinople. |         |
|        | Fiez (Canton de Vaud) D’azur à la bande ondée d’argent accostée de deux socs de charrue du même. |         |
|        | Fontaines-sur-Grandson (Canton de Vaud) D’azur à trois pals ondés d’argent, au chef d’or maçonné de sable. |         |
|        | Forel (Canton de Vaud) De gueules au massacre de cerf d'argent soutenant un F gothique du même. Les armoiries rappellent par la lettre F le petit hameau dit En Forel, qui a donné son nom à la commune. Quant au massacre du cerf, il symbolise le grand hameau des Cornes de Cerf, devenu centre administratif. |         |
|        | Forel-sur-Lucens (Canton de Vaud) D'azur à l'agneau pascal d'argent, la croix d'or et la bannière de gueules à la croix d'argent. |         |
|        | Founex (Canton de Vaud) D’azur à la balance d’argent. |         |
|        | Fribourg (Canton de Fribourg) D'azur à la tour crénelée d'argent, senestrée d'un avant-mur crénelé du même et s'abaissant en deux degrés ; un demi-anneau d'argent mouvant en pointe de la tour et du mur. |         |
|        | Froideville (Canton de Vaud) Coupé d'azur à la croix ancrée d'or, et de gueules à la charrue d'argent. |         |
|        | Fürstenau (Canton des Grisons) |         |

## Liste des anciens drapeaux
| Blason | Nom du commune et blasonnement | Drapeau |
| ------ | ------------------------------ | ------- |
|        | Ferlens (Canton de Vaud)       |         |
|        | Font (Canton de Fribourg)      |         |
|        | Fontanezier (Canton de Vaud)   |         |